# Гейл Нілл
Гейл Нілл (англ. Gail Neall, 2 серпня 1955) — австралійська плавчиня.
Олімпійська чемпіонка 1972 року. Призерка Ігор Співдружності 1970, 1974 років.